# Victoria Mallory
Victoria „Vicki“ Mallory (20. September 1948 in Richmond, Virginia; † 30. August 2014 in Pawling, New York als Victoria Morales) war eine US-amerikanische Theater- und Filmschauspielerin, Sängerin und ein Model. Sie wurde einem breiten Publikum durch ihre Rolle der Anne Egerman im Broadway-Stück A Little Night Music bekannt.

## Leben
Mallory wurde am 20. September 1948 in Richmond als Tochter von Ruby Mallory († 2014) und Mario Morales, einem ehemaligen Armeemusiker, geboren. Ihr Vater stammt von den Philippinen, ihre Mutter aus Virginia. Im Kindesalter zog die Familie nach Columbus in den US-Bundesstaat Georgia um, wo sie 1966 einen Abschluss an der Baker High School erlangte. Bereits während dieser Zeit sammelte sie erste Erfahrungen als Theaterschauspielerin, lernte das Pianospiel und Tanzen. Nach ihrem Schulabschluss zog sie nach New York City und spielte im Stück Little Mary Sunshine mit. Sie erlangte einen Abschluss an der American Musical and Dramatic Academy.
1975 heiratete sie den US-amerikanischen Theater- und Filmschauspieler Mark Lambert, den sie ab 1973 beim gemeinsamen Theaterstück A Little Night Music kennen lernte, in diesem sie beide die Hauptrollen übernahmen. Sie gab einst zu, dass sie sich verliebten und jeden Abend Glynis Johns beim interpretieren des Liedes Send in the Clowns zuhörten. Die beiden sind Eltern der Schauspielerin Ramona Mallory. Diese wirkte nach rund 36 Jahren ebenfalls im Stück A Little Night Music mit.

## Karriere
Mallory erlangte Bekanntheit, als sie in den 1970er Jahren am Broadway mit Rollen in drei Musicals von Stephen Sondheim auftrat. So spielte sie 1968 die Rolle der Maria in der ersten Wiederaufnahme von West Side Story im Lincoln Center und hatte eine kleine Rolle in Follies im Jahr 1971 als junge Heidi inne. Mallory erzählte einst, dass Produzent Harold Prince bei ihrem Vorsprechen für Follies gesagt habe, dass es keine Rolle gäbe, die zu ihr passe. Daher wurde für sie im Stück extra die Rolle der jungen Heidi geschrieben. Michael Bennett entwickelte für die Rolle eine Tanzchoreografie, Sondheim verfasste für sie das Lied One More Kiss. Von 1973 bis 1974 stellte sie die weibliche Hauptrolle der Anne Egerman in A Little Night Music dar. 1968 spielte sie außerdem im Stück Carnival! mit. Sie trat unter anderem mit der Los Angeles Civic Light Opera, dem Pittsburgh CLO, der St. Louis Municipal Opera (The Muny), dem Theatre Of The Stars in Atlanta, dem Kansas City Starlight, den Dallas Summer Musicals, der Pioneer Theatre Company in Utah und den Irish auf Repertory Theatre (NYC) auf.
Als Fernsehschauspielerin wurde sie vor allem durch ihre Rolle der Leslie Brooks in der Fernsehserie Schatten der Leidenschaft von 1977 bis 1984 und der Dr. Denise Foxworthy in California Clan im Jahr 1991 bekannt. 1996 spielte sie im Fernsehfilm Unabomber – Die Bestie des Terrors die weibliche Hauptrolle der Linda Kaczynski.
Mallory beherrschte auch Taijiquan und arbeitete als Model für viele Kampfkunstfotos in einem Buch von Marshall Ho'o, der einst über sie schrieb: „Ich möchte auch Victoria Mallory meinen Dank aussprechen, die mit mir gemeinsam auf Fotos in dem Buch erscheint. Sie ist eine hochqualifizierte Schauspielerin, deren Taijiquan pure Perfektion ist.“
Am 30. August 2014 verstarb sie in Pawling an den Folgen von Bauchspeicheldrüsenkrebs. Sie wurde 65 Jahre alt.

## Theater (Auswahl)
- 1968: West Side Story, Regie: Stephen Sondheim, Lincoln Center
- 1968: Carnival!
- 1971: Follies, Regie: Stephen Sondheim, Lincoln Center
- 1973–1974: A Little Night Music, Regie: Stephen Sondheim, Lincoln Center

## Filmografie (Auswahl)
- 1967: The Emperor’s New Clothes (Fernsehfilm)
- 1967: Aladdin
- 1977–1984: Schatten der Leidenschaft (The Young and the Restless, Fernsehserie, 27 Episoden)
- 1991: California Clan (Santa Barbara, Fernsehserie, 28 Episoden)
- 1995–2000: Ein Hauch von Himmel (Touched by an Angel, Fernsehserie, 3 Episoden, verschiedene Rollen)
- 1996: Unabomber – Die Bestie des Terrors (Unabomber: The True Story, Fernsehfilm)
- 1996: Ein Wink des Himmels (Home of the Brave, Fernsehserie, Episode 1x05)
- 2002–2005: Everwood (Fernsehserie, 2 Episoden)